# Berta Hernández
Berta Hernández (Huelva, 1º ottobre 1980) è un'attrice e cantante spagnola.

## Biografia
Dopo aver studiato recitazione presso la Escuela Superior de Arte Dramático de Sevilla, prende parte a diversi spettacoli teatrali, tra cui il musical En tu fiesta me colé,  con il quale vinse il premio “Gran Vía de los Musicales” come miglior attrice rivelazione.
Negli anni successivi riscuote un notevole successo nazionale interpretando la parte di Cristina nella fiction Tierra de lobos.

## Teatro
- Hoy no me puedo levantar (2005)

- En tu fiesta me colé (2006)
- "A" (2008)
- La vida resuelta (2014)

## Filmografia

### Cinema
- Lala y Lola, regia di Judith Hidalgo Arana (2014)

### Televisione
- Dos de Mayo (2008)
- De repente, los Gómez (2009)
- Tierra de lobos (2010-2014)
- Bandolera (2011)
- Amar es para siempre (2013)